# Мост Чинват

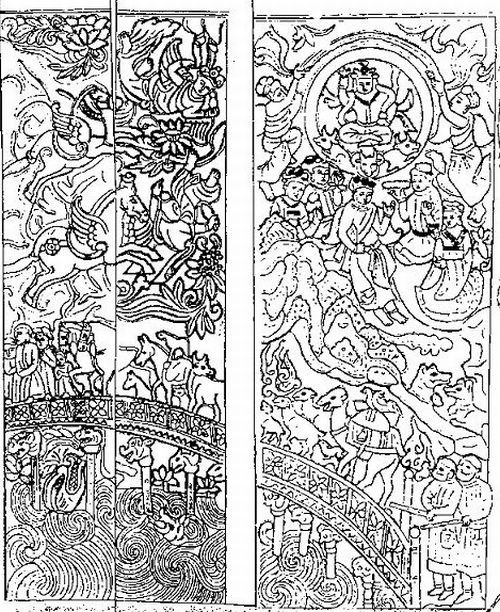
Изображение Моста Чинват на восточной стене погребального саркофага сабао Виркака

Мост Чинват (авест. 𐬗𐬌𐬥𐬬𐬀𐬙𐬋 𐬞𐬈𐬭𐬈𐬙𐬏𐬨, Cinvatô Peretûm, Судный Мост, Мост Разделения, Мост Воздаятеля) — в зороастрийской эсхатологии неосязаемый мост, соединяющий мир живых и мир мёртвых. Мост Чинват выстроен из лучей света над огромной пропастью или над непреодолимой водной преградой и одним концом опирается на высочайшую вершину Хара Березайти. Все души умерших должны после смерти пройти по нему. Часто Мост Чинват отождествляют с радугой или с галактикой Млечного Пути, однако некоторые учёные не согласны с этой интерпретацией, ссылаясь на описание Моста Чинват как прямого восходящего, а не криволинейного, что сближает его с понятием оси мира. Альтернативные названия этого моста: Чинвад, Цинват, Чинвар или Чинават.

## В зороастризме
Согласно представлениям зороастрийцев, подробно зафиксированным в трактате «ДадестаниМеног-и-Кхрад», когда человек умирает, его душа еще три дня сидит у изголовья мертвеца, а на четвертый день на рассвете летит к высочайшему и ужасному Мосту Чинват. Её сопровождают Срош (Сраоша, Послушание), добрый Вайю и могучий Вахрам, а преследуют демон смерти Астовидат, злой Вайю, демоны Фрезишт и Визишт, и демон Ярости с окровавленным копьём. На Мосту душу одолевают демон Ярости и Астовидат, но защищают Михр (Митра), Срош и Рашну (Справедливость). Рашну взвешивает дела человека на весах.
«Эти весы одни для бедного и богатого, знатного и незнатного, ни на ширину волоса не склонит их Рашну из почтения к личности, ибо он отправляет беспристрастный суд».
В некоторых источниках распорядителем судеб на Мосту Чинват становится Заратуштра, провожающий по нему души праведных («Ясна» 46, 10-11; 51, 3).
После суда душа должна пересечь Мост Чинват, но, в зависимости от исхода суда, Мост трансформируется.
«Он подобен многогранному лучу; одни грани у него широкие — в девять копий или двадцать семь стрел их ширина, а другие узкие и острые, как лезвие отточенного кинжала. Когда души праведников и грешников приходят к Чинвату, он поворачивается к праведникам широкой гранью, а к грешникам — узкой. Чем больше человек совершил в земной жизни грехов, тем уже Чинват становится под его ногами». («Саддар» 46, 1-2).
Кроме того, Мост охраняют две четырёхглазые собаки. В зороастризме собака является священным животным, поэтому здесь псы-стражи выполняют скорее роль проводников, нежели охранников — встречают молчанием грешника, а, праведника, наоборот, поддерживают своим визгом и воем.
Если душа смогла пересечь Мост Чинват, то в конце её встречает Даэна в облике красивой девушки, которая говорит:
«Я — твои добрые дела. Ибо когда на земле ты видел кого-то, кто приносил жертву демонам, ты садился поодаль и приносил жертву богам. А когда ты видел человека, творящего грабёж и насилие, ты отказывался принимать у себя такого человека; ты внимательно заботился о добрых людях, угощал их и оказывал им гостеприимство, и давал милостыню и тому, кто пришёл из ближних мест, и тому, кто издалека, и ты собирал свое богатство в праведности. А когда ты видел человека, который свершал неправый суд, брал взятки или лжесвидетельствовал, ты садился и произносил свидетельство праведное и истинное».
До души доносится благоуханный ветер с Небес, с первым шагом человек достигает Неба добрых мыслей (Хумат), со вторым — Неба добрых слов (Хухт), с третьим — Неба добрых дел (Хваршт), а с четвертым шагом — Бесконечного Света, Дома песни (Гародман), где царит блаженство.
«И Амеша Спента спешит к нему расспросить: „Как прошло твое путешествие из того временного, ужасного мира, где столько зла?“ Но Господь говорит: „Не спрашивайте его о самочувствии, ибо он расстался с любимым телом и прошел по опасной дороге“. И они подают ему сладчайшую пищу, даже масло ранней весны».
Души, которые успешно переходят мост, попадают по ту сторону недосягаемых гор Хара Березайти, приобщаясь к сонмам небесных язатов и объединяясь с Ахура-Маздой.
Если же злые дела, совершенные при жизни, не позволяют душе пересечь Мост Чинват, то демоны утаскивают душу в друдж-демана (Дом лжи), место вечного наказания и страдания. Даэна является такой душе в виде безобразной старухи, обвиняющей душу в том, что та её опозорила.
«Грешник попадает в ад злых мыслей, злых слов и злых дел и, наконец, встречается с самим Духом разрушения и его демонами. И демоны издеваются над ним, говоря: „Что ты горюешь об Ахура-Мазде, Амеша Спента и благоуханных, восхитительных Небесах и что за жалобу имеешь ты на них, если ты пришёл проведать Ахримана, и демонов, и мрачный Ад?» И они приносят ему яд и отраву, и змей и скорпионов, и гнилую пищу подают ему, чтобы есть. И до Воскрешения он останется в Аду, страдая от многих мук».
Оплакивать умерших в зороастризме запрещено, так как считается, что слёзы создают для души покойного в загробном мире непреодолимую преграду, не позволяющую душе перейти Мост Чинват. 
Концепция Моста Чинват аналогична концепциям моста ас-Сират в исламе, моста Чинави в традиционных верованиях чувашей, моста Гьялларбру в скандинавской мифологии, Калинова моста в славянской мифологии, моста Мазе Камурдж в древнеармянской мифологии, а также концепции Моста Ужаса, ведущего в Чистилище древних бриттов.

## В литературе
Американский поэт Чарльз Олсон ссылается на Мост Чинват («Cinvat» в его прочтении) в эпосе The Maximus Poems (Stuttgart, 1953 & 1956).

## В визуальной культуре
- Изображения мостов на раннесредневековых согдийских погребальных ложах были идентифицированы как Мост Чинват. Наиболее примечательные из них обнаружены на восточной стене погребального саркофага сабао Виркака, раскопанного в Сиане.
- По мнению некоторых исследователей, Мост Чинват является скрытым символом государственного герба Республики Таджикистан[11].